# Картал (станція)
40°53′19″ пн. ш. 29°11′28″ сх. д. / 40.888579071966° пн. ш. 29.191181706734° сх. д.
Картал (тур. Kartal) — залізнична станція на лінії Мармарай, що належить TCDD, розташована на анатолійській стороні Стамбула, району Картал.
Конструкція — наземна відкрита з однією острівною платформою. 
Розташована на залізниці Стамбул-Анкара та була введена в експлуатацію 22 вересня 1872 року. 

Станція, яка була перебудована TCDD з інфраструктурою електрифікації та введена в експлуатацію 29 травня 1969 
, 
обслуговувала приміський поїзд B2 (Хайдарпаша — Гебзе) в 1969 — 2013 роках. 
Була закрита 

і перебудована – змістилася приблизно на 800 метрів на схід – і знову відкрита 12 березня 2019 року. 

## Сервіс
| Попередня станція | Лінія | Лінія    | Лінія | Наступна станція |
| ----------------- | ----- | -------- | ----- | ---------------- |
| Башак до Халкали  |       | Мармарай |       | Юнус до Гебзе    |